# Гайтанкинское сельское поселение
Гайтанкинское се́льское поселе́ние — муниципальное образование в Нурлатском районе Татарстана Российской Федерации.
Административный центр — село Гайтанкино.

## История
Статус и границы сельского поселения установлены Законом Республики Татарстан от 31 января 2005 года № 32-ЗРТ «Об установлении границ территорий и статусе муниципального образования "Нурлатский муниципальный район" и муниципальных образований в его составе».

## Население
| 2010 | 2011  | 2012 | 2013  | 2014 | 2015 | 2016 |
| ---- | ----- | ---- | ----- | ---- | ---- | ---- |
| 1053 | ↘1048 | ↘556 | ↗1006 | ↘989 | ↘967 | ↘947 |
| 2017 | 2018  |      |       |      |      |      |
| ↘915 | ↘903  |      |       |      |      |      |

## Состав сельского поселения
| № | Населённый пункт | Тип населённого пункта       | Население |
| - | ---------------- | ---------------------------- | --------- |
| 1 | Гайтанкино       | село, административный центр |           |
| 2 | Кривое Озеро     | село                         |           |
| 3 | Старый Аул       | посёлок                      |           |
| 4 | Чёрное Озеро     | деревня                      |           |